# Porto telematico
Il porto telematico è un porto industriale riconvertito alla destinazione Digital Data Industry.
Un porto può definirsi "telematico" quando è base di interconnessioni sottomarine con le principali dorsali mondiali. Un porto telematico inoltre può ospitare direttamente Datacenter di medie o grandi dimensioni, in quanto già disponibili di connessioni in fibra ottica terminali o di passaggio, o come Hub di interconnessione.